# Landkreis Neustadt an der Aisch-Bad Windsheim
Landkreis Neustadt an der Aisch-Bad Windsheim är ett distrikt (Landkreis) i Regierungsbezirk Mittelfranken i det tyska förbundslandet Bayern.